# La Capella Nova (Morbihan)
La Capella Nova (en bretó Ar Chapel-Nevezh, en francès La Chapelle-Neuve) és un municipi bretó, situat al departament francès de Morbihan. Limita al nord amb Guénin, a l'est amb Plumelin, al sud amb Pluvigner i a l'oest amb Camors i Baud.

## Demografia
| 1962                                       | 1968 | 1975 | 1982 | 1990 | 1999 |
| ------------------------------------------ | ---- | ---- | ---- | ---- | ---- |
| 1.024                                      | 920  | 781  | 739  | 732  | 724  |
| Des de 1962: població sense dobles comptes |      |      |      |      |      |

## Administració
| Període   | Identitat       | Partit |
| --------- | --------------- | ------ |
| 1981-1995 | François Sorel  |        |
| 1995-2008 | Denis Morvan    |        |
| 2008-     | Michel Trégouët |        |